# Enizemum tridentatum
Enizemum tridentatum är en stekelart som beskrevs av Dasch 1964. Enizemum tridentatum ingår i släktet Enizemum och familjen brokparasitsteklar. Inga underarter finns listade i Catalogue of Life.